# مقاطعة لينينغراد
لينينغراد أوبلاست هي إحدى الكيانات الإتحادية في روسيا. وتحوي المدن والقرى التالية: بوكسيتوغورسك،

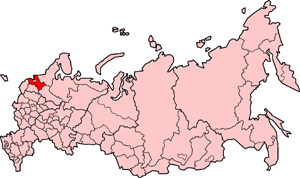
تحرير لينينغراد أوبلاست

غاتتشينا،
آيفانغورود،
كامينوغورسك،
كينغيسيب،
كيريشي،
كيروفسك، لينينغراد أوبلاست،
كوميونار،
لودينوي بول،
لوغا،
ليوبان،
نيكولسكوي،
نوفايا لادوغا،
اوترادنوي، لينينغراد أوبلاست،
بيكاليوفو،
بودبوروجيي،
بريمورسك،
بريوزيرسك،
سرتولوفو،
شليسلبورغ،
سلانتسي،
سوسنوفاي بور،
سفتوغورسك،
ساياستروي،
تيخفين،
توسنو،
فولخوف،
فولوسوفو،
فسيفولوجسك،
فيبورغ،
فيسوتسك،
أغالاتوفو،

## توأمة
للينينغراد أوبلاست اتفاقيات توأمة مع:
- كيوتو (4 نوفمبر 1994 - )

## أعلام
- بافل فلورنسكي